# Veresneve (Velîka Omeleana), Rivne
Veresneve (în ucraineană Вересневе) este un sat în comuna Velîka Omeleana din raionul Rivne, regiunea Rivne, Ucraina.

## Demografie
Componența lingvistică a localității Veresneve
     Ucraineană (98,86%)
     Alte limbi (1,14%)
Conform recensământului din 2001, majoritatea populației localității Veresneve era vorbitoare de ucraineană (98,86%), existând în minoritate și vorbitori de alte limbi.